# 마스야마 아사히
마스야마 아사히(일본어: 増山 朝陽, 1997년 1월 29일 ~ )는 일본의 축구 선수이다. 현재 J2리그의 V-파렌 나가사키에서 뛰고 있다.

## 구단 경력
그는 2015년부터 J리그의 비셀 고베, 요코하마 FC, 아비스파 후쿠오카, 오이타 트리니타, V-파렌 나가사키에서 뛰었다.